# Chantiers Navals Français
Chantiers Navals Français (CNF) – francuska stocznia z początku XX wieku, specjalizująca się w budowie małych jednostek, w tym okrętów podwodnych. Mieściła się w porcie Caen, w miejscowości Blainville-sur-Orne, nad rzeką Orne. W stoczni tej został wybudowany m.in. polski okręt podwodny typu Wilk - ORP „Żbik”, a także niszczyciel ORP „Burza” i statki z serii "francuzów" (SS Poznań, SS Wilno, SS Kraków, SS Katowice oraz SS Toruń).